# Valea Mare, Olt
Valea Mare este satul de reședință al comunei cu același nume din județul Olt, Muntenia, România. Se află în partea de central-nordică a județului, la contactul dintre Podișul Cotmeana și Câmpia Boian.